# Bleeds
Bleeds ist das neunte Soloalbum des britischen Rappers Roots Manuva. Es erschien am 30. Oktober 2015 über das Plattenlabel Big Dada Recordings.

## Titelliste
1. Hard Bastards – 5:18
2. Crying – 3:03
3. Facety 2:11 – 2:43
4. Don’t Breathe Out – 3:20
5. Cargo – 4:15
6. Stepping Hard – 5:19
7. Me Up! – 3:46
8. One Thing – 3:48
9. I Know Your Face – 5:23
10. Fighting For? – 3:46

## Rezeption

### Chartplatzierungen
Bleeds stieg auf Platz 51 der britischen Album-Charts ein. Bereits in der zweiten Woche verließ die Veröffentlichung die Hitparade des Vereinigten Königreichs wieder.

### Kritik
Laut Metacritic hat das Album eine hohe durchschnittliche Bewertung von 80 (auf Basis von 17 Rezensionen).
Die E-Zine Laut.de bewertete Bleeds mit fünf von möglichen fünf Punkten. In Hard Bastards zeichne Manuva, so Redakteurin Dani Fromm, „mit deutlichen Worten ein trauriges Bild einer schon in dritter Generation verlorenen Jugend.“ Die „Sozial- und Systemkritik“ werde dabei durch „Streicher und Chöre, die in einem Moment mönchisch, im nächsten schamanisch tönen“, eingeleitet. In Ergänzung mit einer „raumgreifende[n] Hook“, „noch mehr noch dunkleren Streichern und getragenem, dramatischen Gesang“ werde ein „beeindruckendes, berückendes, berührendes Stück Eröffnungsmusik“ komplettiert. Im Song Crying komme der „karibische Touch, der in Roots Manuvas Raps seit jeher mitschwing[e]“ zum Tragen. Dagegen spende der Soul von Don't Breathe Out „trügerische Geborgenheit.“ Manuvas Art „am Mikrofon Worte und Silben“ zu setzen, ähnele einem „Percussioninstrument“, was vor allem in den Liedern Facety 2:11 und Stepping Hard augenfällig werde.

### Bestenliste
In der Liste der besten „Hip Hop-Alben des Jahres“ 2015 von Laut.de wurde Bleeds auf Rang 5 platziert. Aus Sicht der Redaktion habe Roots Manuva mit Bleeds „sein stärkstes Album seit ‚Run Come Save Me‘“ veröffentlicht. Der Rapper setze „kompromisslos auf die ewige Dreifaltigkeit […] aus Worten, Bass und Vibe.“